# Peyton Watson
Peyton Tyler Watson (Beverly Hills, California, 11 de septiembre de 2002) es un jugador de baloncesto estadounidense que pertenece a la plantilla de los Denver Nuggets de la NBA. Mide 2,01 metros y juega en la posición de escolta o de alero.

## Trayectoria deportiva

### Instituto
Watson asistió a la escuela secundaria politécnica de Long Beach en Long Beach, California. Después de salir desde el banquillo al principio de su carrera, asumió un papel de liderazgo en su temporada júnior. Promedió 23,2 puntos y ocho rebotes por partido, siendo elegido MVP de la liga. Participó en 2021 en los prestigiosos McDonald's All-American Game, Nike Hoop Summit y Jordan Brand Classic.

### Universidad
Jugó una temporada con los Bruins de la Universidad de California, Los Ángeles, en la que promedió 3,3 puntos y 2,9 rebotes por partido, Su tiempo de juego fue esporádico y registró 10 minutos o más en solo dos de los últimos siete partidos de la temporada. Después de la temporada, Watson se declaró elegible para el draft de la NBA, renunciando a su elegibilidad universitaria restante.

#### Estadísticas
| Año     | Equipo | PJ | PT | MPP  | %TC  | %3P  | %TL  | RPP | APP | ROB | TPP | PPP |
| ------- | ------ | -- | -- | ---- | ---- | ---- | ---- | --- | --- | --- | --- | --- |
| 2021–22 | UCLA   | 32 | 0  | 12.7 | .322 | .226 | .688 | 2.9 | .8  | .6  | .6  | 3.3 |

### Profesional
Fue elegido en la trigésima posición del Draft de la NBA de 2022 por los Oklahoma City Thunder. Posteriormente fue traspasado a los Denver Nuggets junto con dos futuras selecciones de segunda ronda a cambio de JaMychal Green y una selección de primera ronda protegida de 2027.
El 12 de junio de 2023 se proclama campeón de la NBA por primera vez en su carrera tras vencer a Miami Heat en la final de la NBA.

## Estadísticas de su carrera en la NBA
|  | Denota temporadas en las que fue Campeón de la NBA |

### Temporada regular
| Año     | Equipo | PJ  | PT | MPP  | %TC  | %3P  | %TL  | RPP | APP | ROB | TPP | PPP |
| ------- | ------ | --- | -- | ---- | ---- | ---- | ---- | --- | --- | --- | --- | --- |
| 2022-23 | Denver | 23  | 2  | 8.1  | .492 | .429 | .550 | 1.6 | .5  | .1  | .5  | 3.3 |
| 2023-24 | Denver | 80  | 4  | 18.6 | .465 | .296 | .670 | 3.2 | 1.1 | .5  | 1.1 | 6.7 |
| 2024-25 | Denver | 68  | 18 | 24.4 | .477 | .353 | .693 | 3.4 | 1.4 | .7  | 1.4 | 8.1 |
| Total   | Total  | 171 | 24 | 19.5 | .472 | .328 | .673 | 3.1 | 1.1 | .5  | 1.1 | 6.8 |

### Playoffs
| Año   | Equipo | PJ | PT | MPP  | %TC  | %3P  | %TL  | RPP | APP | ROB | TPP | PPP |
| ----- | ------ | -- | -- | ---- | ---- | ---- | ---- | --- | --- | --- | --- | --- |
| 2023  | Denver | 5  | 0  | 2.7  | .400 | .500 | —    | .8  | .2  | .0  | .2  | 1.0 |
| 2024  | Denver | 10 | 0  | 9.0  | .250 | .250 | .500 | 1.5 | .4  | .0  | .6  | 1.8 |
| 2025  | Denver | 14 | 0  | 14.2 | .407 | .368 | .500 | 2.9 | .3  | .8  | .6  | 4.5 |
| Total | Total  | 29 | 0  | 10.4 | .364 | .333 | .500 | 2.1 | .3  | .4  | .6  | 3.0 |